# 현광사
현광사는 경상북도 경주시 내남면 노곡리에 위치한 대한민국의 사찰이다. 실상연화종에 속하는 사찰이다.

## 연혁
- 1996년 2월 27일:동광스님이 현광사를 창건함
- 2010년 2월 24일:울산 - 포항 간 동해고속도로 건설로 사찰 기능상실에 대비하는 대책 마련을 요구[1]